# مثلث (هفته‌نامه)
مثلث هفته‌نامه خبری – تحلیلی اصول‌گرای چاپ تهران است که از مرداد ۱۳۸۸ فعالیت خود را شروع کرد. مصطفي آجرلو  مدیرمسئول، سعید آجورلو سردبیر و مصطفی صادقی دبیر تحریریه این نشریه هستند. سعید آجورلو از مدیران ایپنا و پاس بوده است. مصطفی صادقی سردبیر روزنامه ابرار و خبرگزاری آریا بوده است .مصطفی صادقی اکنون سردبیر سایت نامه نیوز و سایت فردا نیز می باشد.خبرگزاری فارس در خبری مدعی وابستگی این نشریه به محسن رضایی شد، که بعدتر مورد تکذیب نشریه قرار گرفت.
مصاحبه مثلث با صادق خرازی نیز از جمله مطالب جنجالی این نشریه بوده است. اصلاح طلبان در پی این مصاحبه حملات تندی به صادق خرازی داشتند.